# Hydrellia bergi
Hydrellia bergi är en tvåvingeart som beskrevs av Cresson 1941. Hydrellia bergi ingår i släktet Hydrellia och familjen vattenflugor. Inga underarter finns listade i Catalogue of Life.